# Max Edlbacher
Max Edlbacher (13. února 1835 Sierning – 6. srpna 1893 Linec) byl rakouský právník a politik německé národnosti, v 2. polovině 19. století poslanec Říšské rady.

## Biografie
Vystudoval národní školu v Grünburgu, nastoupil na benediktinské gymnázium v Kremsmünsteru a poté, co jeho otec získal post soudního rady v Linci, přešel na linecké gymnázium. Pak absolvoval práva na Vídeňské univerzitě. Působil na praxi u zemského soudu ve Štýrském Hradci, později jako koncipient v advokátní kanceláři Dr. Wiedenfelda ve Vídni a Dr. Moritze von Eignere v Linci. Od roku 1868 byl samostatným advokátem. Byl veřejně a politicky aktivní. Od roku 1883 do roku 1886 zasedal v obecní radě v Linci. Politicky patřil mezi německé liberály (tzv. Ústavní strana, liberálně a centralisticky orientovaná).
Zasedal jako poslanec Hornorakouského zemského sněmu, kam nastoupil roku 1866 a členem sněmu zůstal do roku 1877. Zastupoval kurii venkovských obcí, nejprve za obvod Freistadt, od roku 1871 Kirchdorf an der Krems. Do sněmu se vrátil roku 1884 a setrval na něm do roku 1893. Nyní zastupoval kurii měst, obvod Kirchdorf. V letech 1884–1890 a 1890–1893 byl náhradníkem a po několik týdnů v roce 1883 i řádným členem zemského výboru.
Byl i poslancem Říšské rady (celostátního parlamentu Předlitavska), kam ho poprvé zvolil Hornorakouský zemský sněm roku 1871 (Říšská rada byla tehdy ještě volena nepřímo, zemskými sněmy). Uspěl i v prvních přímých volbách roku 1873 za kurii venkovských obcí v Horních Rakousích, obvod Gmunden, Ischl, Kirchdorf atd. Mandát obhájil ve volbách roku 1879, nyní za městskou kurii, obvod Linec, Urfahr, Ottensheim, Gallneukirchen. Rezignaci oznámil na schůzi 5. prosince 1882. V roce 1873 se uvádí jako Dr. Max Edlbacher, advokát, bytem Linec.
V roce 1873 zastupoval v parlamentu ústavověrný blok, v jehož rámci patřil k mladoněmeckému křídlu. Jako ústavověrný poslanec se uvádí i po volbách v roce 1879. Na Říšské radě je podle údajů z října 1879 řazen mezi členy mladoněmeckého Klubu sjednocené Pokrokové strany (Club der vereinigten Fortschrittspartei).
Zemřel po dlouhé a těžké nemoci v srpnu 1893.
Jeho bratry byli politik August Edlbacher a pedagog Ludwig Edlbacher. Otec August Edlbacher starší (1804–1862) byl rovněž politicky činný.